# Francisco Álvarez Pérez
Francisco Salvador Álvarez Pérez (Valparaíso, el 13 de abril de 1814 - Valparaíso, 13 de octubre de 1873) fue un político e intelectual chileno. Su padre fue el portugués Francisco Xavier Alvares, dueño de buena parte norte del puerto de Valparaíso y Dolores Pérez. Estudió en el Instituto Nacional, pero no terminó sus estudios, para dedicarse a las empresas de su padre.
Su inteligencia y capacidades le llevaron a instalar una importante empresa comercial en el puerto de Valparaíso, pero nunca pudo ocupar el lugar que le correspondía, ni tuvo la influencia progresista en las cúpulas empresariales.
Adquirió el gusto por los juegos de azar y se dedicó a viajar mucho por el mundo. Se instalaba en Valparaíso por cortas temporadas y volvía a emprender nuevos viajes, hasta que decidió ingresar al Partido Liberal, por el cual fue elegido diputado por Santiago en 1849. 
Los viajes y aventuras en países tropicales minaron su salud. Se le produjo una neurosis que se fue agudizando con el tiempo. El descalabro de su inmensa fortuna se supone que ayudó además a empeorar su estado anímico.
Dueño de la gran hacienda de Viña del Mar, quiso establecer en su propiedad una gran población, pero no pudo realizar su proyecto, porque una violenta pulmonía lo llevó a la tumba, el 13 de octubre de 1873, sin darle tiempo para dejar algún testamento. Posteriormente, su yerno y heredero, José Francisco Vergara Echevers, quien se casó con su hija Mercedes, ejecutaría su proyecto, construyendo incluso la Quinta Vergara de Viña del Mar.